# Świecie (gromada)
Świecie (do 30 XII 1959 Sulnowo) – dawna gromada, czyli najmniejsza jednostka podziału terytorialnego Polskiej Rzeczypospolitej Ludowej w latach 1954–1972.
Gromady, z gromadzkimi radami narodowymi (GRN) jako organami władzy najniższego stopnia na wsi, funkcjonowały od reformy reorganizującej administrację wiejską przeprowadzonej jesienią 1954 do momentu ich zniesienia z dniem 1 stycznia 1973, tym samym wypierając organizację gminną w latach 1954–1972.
Gromadę Świecie z siedzibą GRN w mieście Świeciu (nie wchodzącym w jej skład) utworzono 31 grudnia 1959 w powiecie świeckim w woj. bydgoskim w związku z przeniesieniem siedziby GRN gromady Sulnowo z Sulnowa do Świecia i zmianą nazwy jednostki na gromada Świecie; równocześnie do gromady Świecie włączono obszar zniesionej gromady Wiąg w tymże powiecie.
W 1961 roku gromada miała 25 członków gromadzkiej rady narodowej.
31 grudnia 1961 do gromady Świecie włączono wsie Głogówko Królewskie, Wielki Konopat (bez parceli 1–13, 14/1, 81–86, 161–164, 173 i 174) i Kozłowo oraz osadę Żurawia Kępa (bez parceli 1–11, 35–40 i 38a) ze zniesionej gromady Przechowo w tymże powiecie.
1 stycznia 1969 z gromady Świecie wyłączono grunty o powierzchni ogólnej 37,73 ha, włączając je do miasta Świecie w tymże powiecie; do gromady Świecie ze Świecia włączono natomiast grunty rolne o powierzchni ogólnej 572,42 ha oraz sołectwa Drozdowo i Polski Konopat wraz z osadą Terespol ze zniesionej gromady Przysiersk – w tymże powiecie.
Gromada przetrwała do końca 1972 roku, czyli do kolejnej reformy gminnej. 1 stycznia 1973 w powiecie świeckim reaktywowano zniesioną w 1954 roku gminę Świecie.